# Satoru Yamagishi
Satoru Yamagishi (山岸 智?, Yamagishi Satoru; Chiba, 3 maggio 1983) è un ex calciatore giapponese, di ruolo centrocampista.

## Palmarès

### Club

#### Competizioni nazionali
- Coppa J.League: 2

JEF United: 2005, 2006

### Individuale
- Premio Fair-Play del campionato giapponese: 1

2006